# Tisztes honpolgárok
A Tisztes honpolgárok (eredeti cím: Gente di rispetto) 1975-ben bemutatott olasz bűnügyi filmdráma, melyet Luigi Zampa rendezett, Giuseppe Fava (1925–1984) Gente di rispetto című regényéből: a szerzőt később a maffia megölette. A női főszerepet az amerikai Jennifer O’Neill játssza, partnerei az olasz Franco Nero és az angol James Mason. 
A filmet Magyarországon is bemutatták.

## Cselekmény
|  | Alább a cselekmény részletei következnek! |

Elena Bardi, egy gyönyörű fiatal tanítónő egy szicíliai kisvárosban vállal munkát. Egy rámenős férfi már útban a város felé, az autóbuszon tolakodóan viselkedik vele, Elena azonban elhárítja a közeledést. A busz este érkezik meg a városba. Elenát egy férfi várja, aki elvezeti új otthonába, egy szépen, bár kissé régimódian berendezett kertes házba. Másnap az iskolában megismerkedik új kollégáival, akik közül a jóképű Michele különösen mély benyomást tesz rá. Meglepődve tapasztalja azonban, hogy osztályában alig néhány gyerek van jelen: a többség hiányzik. Mint kiderül, nem gyerekes csínyből vagy betegség miatt vannak távol a hiányzók, hanem otthon segítenek a szüleiknek. Némelyik család például annyira szegény, hogy csak egyetlen ruhájuk van a gyerekeknek, amelyben hol az egyik, hol a másik megy iskolába. Munka után Elena felkeresi szállásadóját, az idős Bellocampo urat, aki szótlan mindenesével él egy hatalmas házban. A férfi szeretettel fogadja a fiatal tanítónőt, és esze ágában sincs lakbért kérni tőle, hiszen ő is azt szeretné, ha Elena a munkájával hozzájárulna a szellemi elmaradottság felszámolásához. Miután távozik Bellocampótól, Elenát a város főterén a nyilvánosság szeme láttára inzultálja a buszról ismert tolakodó férfi. A temperamentumos tanítónő felháborodottan utasítja vissza rámenős hódolóját, akit még aznap este holtan találnak a főtéren egy széken ülve, homlokában egy golyóval, szájában egy szál virággal. Mivel a délutáni incidensnek számos szemtanúja volt, a rendőrség hamar eljut Elenához, sőt más nyommal nem is rendelkeznek. A kihallgatás után Elena visszatér az iskolába, ahol a tegnap még oly kimért igazgató feltűnő megértéssel és segítőkészséggel fogadja.
Néhány nappal később, egy esős délután Elenát az iskola előtt zord külsejű férfiak várják egy kocsiban. Az ijedt tanítónő megkéri Michelét, hogy kísérje haza. Sikerül lerázniuk autós követőiket, és a pár a nő ágyában köt ki. Később Elena újra felkeresi Bellocampót, aki lakásának zsalugáterei mögül bemutatja neki a kisváros képmutató hatalmasságait. Vajon gyilkos lenne valamelyikük? Egy rámenős újságíró interjút akar kérni Elenától, ám a nő ingerülten visszautasítja. Az Elena lakása körül ólálkodó zsurnalisztát egy éjjel ismeretlenek összeverik. A nő otthona ablakából szemtanúja lesz a támadásnak. Másnap Bellocampo kocsival elviszi a külvárosba, ahol Elena a saját szemével győződik meg arról, milyen nyomorban élnek a tanítványai. Az anyák – látván a fiatal tanítónő segítő szándékát – Elena közbenjárását kérik a városi hatalmasságoknál problémáik megoldásában. A lelkiismeretes nő a nyomornegyedből rögtön a városházára megy. A hivatalnokok túláradó szívélyességgel fogadják, de Elena átlát rajtuk, és nyíltan megmondja, milyen segítséget vár tőlük a szegények érdekében. Este van már, mikor hazaindul. A főtéren két férfi támadja meg egy motoron: előbb csak fellökik, majd a hajánál fogva többször végighúzzák a földön a motor után.

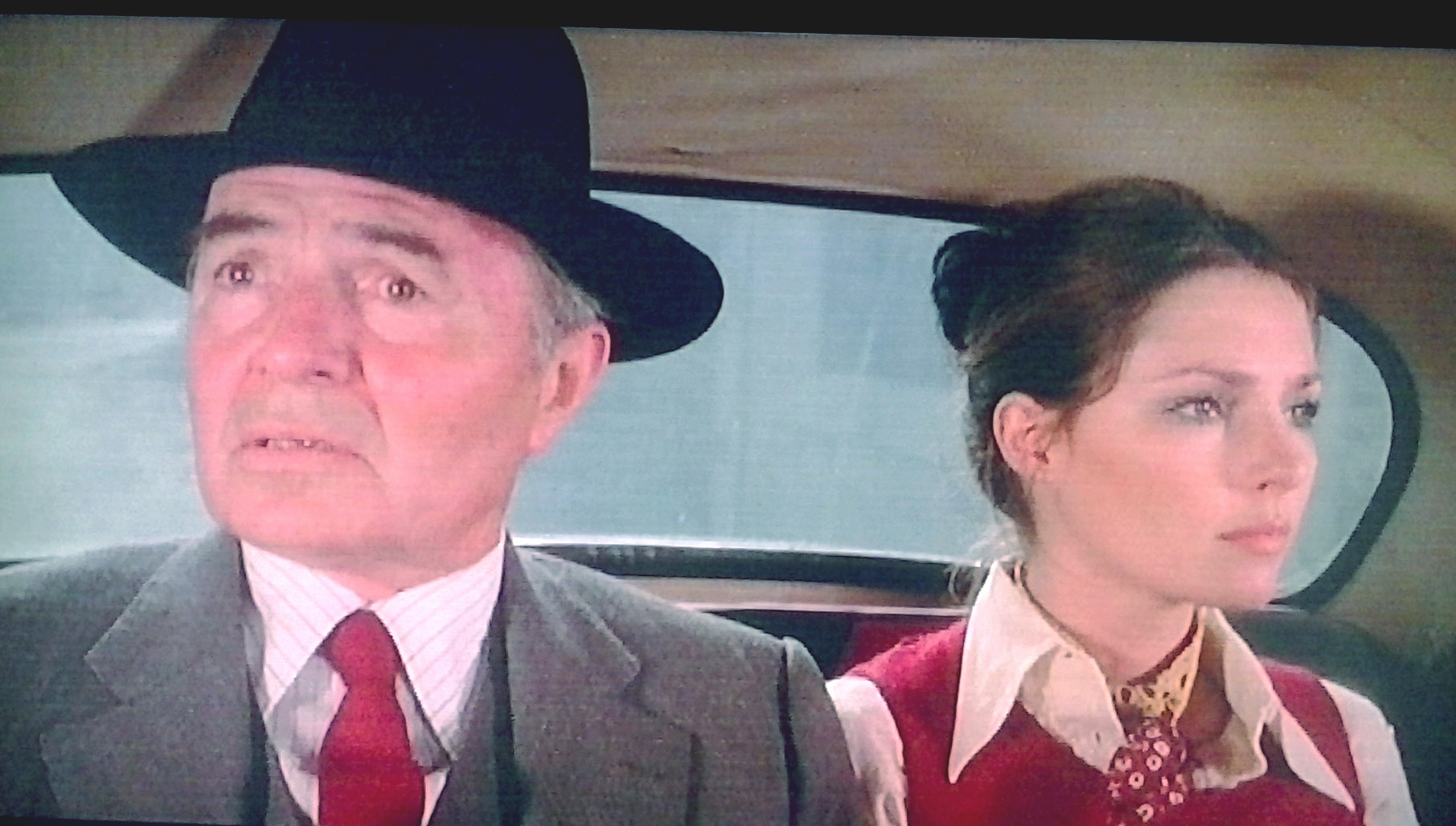
Bellocampo úr és pártfogoltja, Elena (James Mason és Jennifer O’Neill)

A szemtanúk nem kelnek a nő védelmére, aki összetörve, egyedül támolyog haza. A két motorost aznap éjjel holtan találják a főtéren: mindkettőt fejbe lőtték. A nyomozást végző felügyelő másnap dühösen hallgatja ki Elenát, de nem tud rábizonyítani semmit. Kiderül viszont, hogy Elena közbenjárása a hivatalban nem volt eredménytelen: a hálás anyák nyilvánosan mondanak neki köszönetet, és tanítványai rövidesen már kivétel nélkül megjelennek az iskolában. A félelem azonban még nem tűnik el Elena életéből: egy ijesztő külsejű, alacsony férfi kezdi követni. Amikor Elena megpróbálja kérdőre vonni, a férfi gyorsan felszívódik. E nehéz napokban sajnos Michele gyávának bizonyul, nem áll ki Elena mellett, és ezt a szókimondó nő a szemébe is mondja. Közben szinte észrevétlenül növekszik a tanítónő befolyása: a nagy hatalmú Cataudella képviselő személyesen keresi fel őt, Elena pedig tudja, hogyan kell beszélni vele. S meg is lesz az eredmény: a város környékén rövidesen nagyszabású építkezések fognak kezdődni, melyek munkát adnak majd az embereknek. Úgy tűnik, mindenki boldog és elégedett, ám ekkor színre lép az újságíró, aki feltárja Elena előtt, hogy valójában ki és mi áll a különös gyilkosságok és a gyors ütemű fejlődés mögött…

## Szereplők
| Szerep                          | Színész          | Magyar hang    |
| ------------------------------- | ---------------- | -------------- |
| Elena Bardi                     | Jennifer O’Neill | Almási Éva     |
| Michele Belvore, a „Professzor” | Franco Nero      | Tordy Géza     |
| Bellocampo ügyvéd               | James Mason      | Képessy József |
| Occhipinti bíró                 | Orazio Orlando   | Haumann Péter  |
| felügyelő                       | Aldo Giuffrè     | Juhász Jácint  |
| Cataudella szenátor             | Claudio Gora     | Benkő Gyula    |
| Agostino Profumo                | Gino Pagnani     | Garas Dezső    |
| Calafiore asszony               | Carla Calò       | Győri Ilona    |
| plébános                        | Luigi Bonos      | Szoó György    |
| Sanguedolce doktor              | Franco Fabrizi   | Mécs Károly    |

## Magyar kritikai visszhang
„Nincs a titkokkal bajom. Nélkülük elképzelhetetlen lenne egy izgalmas, kalandos film. Bajom csak a »csavarásokkal« van. Mintha az írók és a rendező semmit sem éreztek volna elégnek, mintha elveszítették volna a szakmai tudás és az ízlés korlátjait. […] Szinte mindent az irrealitás irányába fokoztak. A gyilkosságok egyetlen szemtanúja amolyan púpos »notre-dame-i toronyőr«, a hullákat székre és motorkerékpárra ültetve teszik közszemlére a város főterén, a gonosz szenátor kitűnően ismeri a klasszikusokat, a lusta gyerekek egyszerre megjavulnak, a mohó és szenvedélyes szerelmesek még vetkőzőművészek is lehetnének valamelyik kabaréban. Kicsit sok ez a jóból…”

(Kuczka Péter kritikája. Film Színház Muzsika 1977/35, 1977. augusztus 27., 4. oldal)